# Jan Deus
Jan Deus (* 10. září 1952) je bývalý český hokejový útočník.

## Hokejová kariéra
V československé lize hrál za CHZ Litvínov. Nastoupil v 59 ligových utkáních, dal 5 gólů a měl 3 asistence. V nižších soutěžích hrál za Duklu Jihlava „B“ a Stadion Teplice

## Klubové statistiky
| Sezona    | Klub              | Soutěž  | Základní část | Základní část | Základní část | Základní část | Základní část |
| Sezona    | Klub              | Soutěž  | Z             | G             | A             | B             | TM            |
| --------- | ----------------- | ------- | ------------- | ------------- | ------------- | ------------- | ------------- |
| 1972/1973 | Dukla Jihlava „B“ | 2. liga | -             | -             | -             | -             | -             |
| 1973/1974 | Dukla Jihlava „B“ | 2. liga | -             | -             | -             | -             | -             |
| 1974/1975 | CHZ Litvínov      | 1. liga | 16            | 2             | 3             | 5             | -             |
| 1975/1976 | CHZ Litvínov      | 1. liga | 25            | 2             | 0             | 2             | -             |
| 1976/1977 | CHZ Litvínov      | 1. liga | 18            | 1             | 0             | 1             | -             |
| 1977/1978 | Stadion Teplice   | 3. liga | -             | -             | -             | -             | -             |